# Lago dei Quattro Cantoni
Il lago dei Quattro Cantoni (in tedesco: Vierwaldstättersee che significa "lago dei Quattro Paesi forestali"; in svizzero tedesco: Vierwaldschtättersee; in francese: lac des Quatre-Cantons; in romancio: lai dals Quatter Chantuns), detto anche lago di Lucerna, è un lago della Svizzera centrale, il quarto per dimensioni nel Paese.

## Generalità
La forma ramificata del lago è dovuta all'origine glaciale di quest'ultimo, adagiato sulle fosse scavate dalle lingue di un antico ghiacciaio e situato a un'altitudine sensibilmente maggiore rispetto a quella dei laghi glaciali della vicina Lombardia, dai quali il lago dei Quattro Cantoni si distingue anche per il carattere del paesaggio: infatti, una buona parte della linea costiera è caratterizzata da pendii assai ripidi che portano a cime montuose situate fino a 1 500 metri sopra il livello dello specchio d'acqua; soprattutto il ramo meridionale del lago è circondato da alte vette.
Data la conformazione alpina, non tutto il perimetro costiero è dotato di strada, per cui il traffico su ruota passa intorno al lago seguendo tracciati che talvolta si allontanano non poco dalle sponde, o che perlomeno attraversano gallerie e strade sinuose.
Prima dei tempi dell'industrializzazione, la navigazione era l'unica possibilità per raggiungere il Canton Uri, il Canton Ticino e, quindi, l'Italia a partire dalla zona del lago. Solo nel 1865, grazie all'ardito percorso della Axenstrasse, fu possibile collegare direttamente la Svizzera centrale al passo del San Gottardo, utilizzando le carrozze e, in seguito, le automobili.
Le rive del lago toccano i tre originari cantoni svizzeri Uri, Svitto, e Untervaldo, così come il Canton Lucerna, da cui il nome. Noti sono alcuni dei suoi comuni lungo la sua riva, come Küssnacht, Weggis, Vitznau, Gersau e Brunnen. A queste località si aggiunge il praticello del Grütli, luogo in cui la tradizione vuole sia stata fondata la Confederazione Elvetica e che si trova sulla riva sud-est del lago. I paesi di Beckenried e Gersau sono collegati dal traghetto per automobili, che migliora la viabilità della zona.
Il fiume Reuss entra nel lago a Flüelen (nella parte chiamata Urnersee, ovvero lago di Uri) ed esce a Lucerna. Il lago riceve anche il Muota (a Brunnen), l'Engelberger Aa (a Buochs), e il Sarner Aa (a Stansstad).
Dozzine di battelli, alcuni dei quali a vapore, fanno la spola tra le varie località del lago. Esso costituisce una nota destinazione turistica, sia per gli svizzeri che per gli stranieri, e lungo le rive sorgono numerosi alberghi e varie stazioni balneari.

## Città e località sul lago
| Riva sinistra | Riva destra |
| --- | --- |
| - Seedorf, Uri - Bauen - Seelisberg - Rütli - Treib, Uri - Beckenried, Nidvaldo - Buochs - Ennetbürgen - Bürgenstock - Stansstad - Hergiswil, Nidvaldo - Kastanienbaum, Lucerna - St. Niklausen | - Flüelen, Uri - Sisikon, Uri - Brunnen, Svitto - Gersau, Svitto - Vitznau, Lucerna - Weggis - Hertenstein - Greppen, Lucerna - Küssnacht, Svitto - Merlischachen, Svitto - Meggen, Lucerna |
| Lucerna Punto in cui le acque del lago si scaricano nell'emissario Reuss | |